# БНТ1
БНТ1 — державний канал в Болгарії, що належить телекомпанії БНТ.
Канал розпочав трансляцію 26 грудня 1959 року. Канал веде трансляцію із Софії.